# Андріївська сільська рада (Кегичівський район)
Андрі́ївська сільська́ ра́да — адміністративно-територіальна одиниця та орган місцевого самоврядування в Кегичівському районі Харківської області. Адміністративний центр — село Андріївка.

## Загальні відомості
- Андріївська сільська рада утворена в 1932 році.
- Територія ради: 50,486 км²
- Населення ради: 965 осіб (станом на 2001 рік)
- Територією ради протікає річка Вошива.

## Населені пункти
Сільській раді були підпорядковані населені пункти:
- с. Андріївка
- с. Землянки
- с. Олександрівка

## Склад ради
Рада складалася з 12 депутатів та голови.
- Голова ради: П*Ятак Людмила Іванівна
- Секретар ради: Давидова Наталія Миколаївна

### Керівний склад попередніх скликань
| Прізвище, ім'я, по батькові      | Основні відомості                                            | Дата обрання | Дата звільнення |
| -------------------------------- | ------------------------------------------------------------ | ------------ | --------------- |
| Добарський Вячеслав Анатолійович | Сільський голова, 1961 року народження, член Народної партії | 26.03.2006   | 31.10.2010      |
| П*Ятак Людмила Іванівна          | Сільський голова, 1959 року народження, освіта вища          | 31.10.2010   |                 |

Примітка: таблиця складена за даними сайту Верховної Ради України

### Депутати
За результатами місцевих виборів 2010 року депутатами ради стали:

#### За суб'єктами висування
| Суб'єкт висування                                       | Кількість обраних депутатів | %    |
| ------------------------------------------------------- | --------------------------- | ---- |
| Партія регіонів                                         | 10                          | 83,3 |
| Комуністична партія України                             | 1                           | 8,3  |
| Політична партія Всеукраїнське об'єднання «Батьківщина» | 1                           | 8,3  |

#### За округами
| № округу                                                | Прізвище, ім'я, по батькові     | Дата визнання обраним | Освіта             | Партійна приналежність | Відомості про обраного депутата                                  |
| ------------------------------------------------------- | ------------------------------- | --------------------- | ------------------ | ---------------------- | ---------------------------------------------------------------- |
| Комуністична партія України                             |                                 |                       |                    |                        |                                                                  |
| 10                                                      | Колотілін Володимир Олексійович | 04.11.2010            | середня            | позапартійний          | ПП"Андріївка", різноробочий                                      |
| Партія регіонів                                         |                                 |                       |                    |                        |                                                                  |
| 1                                                       | Осипенко Наталія Сергіївна      | 04.11.2010            | вища               | позапартійна           | Андріївська загальноосвітня школа I-III ст., директор школи      |
| 2                                                       | Волчкович Людмила Борисівна     | 04.11.2010            | середня            | позапартійна           | Перебуває на обліку в Кегичівському центрі зайнятості            |
| 3                                                       | Строгаль Наталія Іванівна       | 04.11.2010            | середня            | позапартійна           | тимчасово не працює                                              |
| 4                                                       | Білодід Наталя Леонідівна       | 04.11.2010            | вища               | позапартійна           | Андріївська загальноосвітня школа I-III ст., заступник директора |
| 5                                                       | Приходько Михайло Іванович      | 04.11.2010            | середня спеціальна | позапартійний          | Андріївська загальноосвітня школа I-III ст., вчитель             |
| 6                                                       | Щомак Світлана Олексіївна       | 04.11.2010            | середня            | позапартійна           | Андріївський дитячій яслі-садок, кухар                           |
| 7                                                       | Дудник Неля Миколаївна          | 04.11.2010            | середня            | позапартійна           | пенсіонер                                                        |
| 8                                                       | Бродніцька Раїса Володимирівна  | 04.11.2010            | середня            | позапартійна           | Андріївська амбулаторія, медична сестра                          |
| 9                                                       | Давидова Наталія Миколаївна     | 04.11.2010            | середня спеціальна | позапартійна           | Андріївська сільська рада, секретар сільської ради               |
| 12                                                      | Слабинський Валентин Вікторович | 04.11.2010            | середня спеціальна | позапартійний          | приватний підприємець                                            |
| Політична партія Всеукраїнське об'єднання «Батьківщина» |                                 |                       |                    |                        |                                                                  |
| 11                                                      | Нікішин Віктор Іванович         | 04.11.2010            | середня            | позапартійний          | приватний підприємець                                            |